# Mitch Vogel
Mitchel L. Vogel (* 17. Januar 1956 in Alhambra, Kalifornien) ist ein ehemaliger US-amerikanischer Filmschauspieler. Zu seinen bekanntesten Rollen zählt die des „Jamie Hunter Cartwright“ in der Fernsehserie Bonanza.

## Leben
Vogels Eltern ließen sich bereits früh scheiden; sein Vater Dennis Vogel zog daraufhin nach Kiel in den US-Bundesstaat Wisconsin. Mitchs Mutter heiratete einen Angehörigen des United States Marine Corps und zog mit ihm nach Costa Mesa. Als diese Ehe ebenfalls in die Brüche ging, zog sie mit Mitch und dessen sieben Jahre jüngerer Halbschwester Kitty nach Burbank.
1966, im Alter von zehn Jahren, nahm Vogel Schauspielunterricht und bekam im selben Jahr die Titelrolle im Stück Tom Sawyer, welches in Costa Mesa zur Aufführung gebracht wurde. Nur ein Jahr später stand er in einer Episode der kurzlebigen Fernsehserie Dundee and the Culhane vor der Kamera. Ebenfalls 1968 stand er in der Filmkomödie Deine, meine, unsere vor der Kamera, ehe er im selben Jahr die Rolle des Jamie Cartwright in Bonanza angeboten bekam. Er sollte die Rolle zwischen seinem 12. und 17. Lebensjahr verkörpern. In den 1970er Jahren nahm Vogel auch Rollen in anderen Fernsehserien, darunter Rauchende Colts, Die Straßen von San Francisco und Unsere kleine Farm wahr. Den Zenit seines Erfolgs hatte Vogel 1970 erreicht, als der zu diesem Zeitpunkt 14-jährige für sein Mitwirken im Film Der Gauner für den Golden Globe Award nominiert wurde. Mitch Vogel zählte jedoch zu den wenigen Jungschauspielern, die rasch das Interesse am Showbusiness verloren. 1978 stand er im Kriminalfilm Texas Detour an der Seite von Patrick Wayne zum letzten Mal vor der Kamera.
Mitch Vogel lebt heute in Südkalifornien. Er ist Geschäftsmann von Beruf und führt bei Community-Theatern Regie. Er ist seit 1985 mit seiner Frau Christine verheiratet; die beiden haben zwei gemeinsame Töchter, Shauna und Melanie. Fernsehauftritte gibt er heute nur noch sehr selten, so zuletzt 2002, als er ein Team von Journalisten auf die Ponderosa-Ranch begleitete. Seit 1999 engagiert er sich bei A Minor Consideration, einer Non-Profit-Organisation, in der „alte“ Kinderstars „neue“ Kinderstars unterstützen, wenn diese mit ihrer angestrebten Karriere scheitern.

## Filmografie (Auswahl)
- 1967: Dundee und Culhane (Dundee and the Culhane; Fernsehserie, eine Folge)
- 1968: Deine, meine, unsere (Yours, Mine and Ours)
- 1968–1973: Bonanza (Bonanza; Fernsehserie, 50 Folgen)
- 1969: Der Gauner (The Reivers)
- 1970–1975: Rauchende Colts (Gunsmoke; Fernsehserie, 3 Folgen)
- 1971: Auf der Suche  nach der silbernen Glocke (The Boy from Dead Man's Bayou)
- 1973–1974: Polizeiarzt Simon Lark (Dr. Simon Locke; Fernsehserie, 3 Folgen)
- 1974: Die Straßen von San Francisco (The Streets of San Francisco; Fernsehserie, Folge Jacob's Boy)
- 1974/1975: Unsere kleine Farm (Little House on the Prairie; Fernsehserie, 2 Folgen)
- 1975: Petrocelli (Fernsehserie)
- 1978: Wonder Woman (Fernsehserie, Folge Flight to Oblivion)
- 1978: Highway Cowboy (Texas Detour)

## Auszeichnungen
- 1970: Nominiert für den Golden Globe Award als Bester Nebendarsteller für: Der Gauner (The Reivers)